# Аматитлан (муниципалитет Веракруса)
Аматитлан (исп. Amatitlán) — муниципалитет в Мексике, штат Веракрус, расположен в регионе Папалоапан. Административный центр — город Аматитлан.

## История
В 1831 году был образован муниципалитет Сан-Падро-де-Аматлан. В 1938 году он был переименован в Аматитлан.

## Состав
По состоянию на 2010 год в состав муниципалитета входило 34 населённых пункта. Крупнейшие из них:
| Русское название       | Испанское название        | Население, 2010 год |
| Всего в муниципалитете | Всего в муниципалитете    | 7487                |
| Эль-Корте              | El Corte                  | 2126                |
| Аматитлан              | Amatitlán                 | 1251                |
| Дос-Бокас              | Dos Bocas                 | 1091                |
| Ранчо-Нуэво            | Rancho Nuevo (Los Cerros) | 483                 |
| Эль-Мулато             | El Mulato                 | 304                 |